# Robert Kostecki (hokeista)
Robert Kostecki (ur. 15 czerwca 1983 w Sanoku) – polski hokeista. 

## Kariera
- KH Sanok (2001-2010)
- KTH Krynica (2010-2011)
- Zagłębie Sosnowiec (2011-2012)
- Cracovia (2012-2013)
- Ciarko PBS Bank KH Sanok / STS Sanok (2013-2016)
- Orlik Opole (2016-2017)
- UKH Dębica (2017)

W 1998 ukończył Szkołę Podstawową nr 4 w Sanoku. Wychowanek STS Sanok. Absolwent NLO SMS PZHL Sosnowiec z 2002. W sezonie 2011/2012 zawodnik Zagłębia Sosnowiec. Od czerwca 2012 do kwietnia 2013 był zawodnikiem Cracovii, z którą zdobył mistrzostwo Polski. Od maja 2013 ponownie zawodnik sanockiego klubu. Od września 2015 kapitan drużyny STS Sanok. Przez wiele lat gry w Sanoku występował z numerem 10 na koszulce meczowej. Od października 2016 zawodnik Orlika Opole. Jesienią został zawodnikiem UKH Dębica.
Wystąpił w barwach reprezentacji Polski do lat 18 na turnieju mistrzostw świata do lat 18 w 2001 Dywizji II.
W trakcie kariery określany pseudonimami Kostek, Rocco.
Podjął także występy w Sanockiej Lidze Unihokeja.

## Sukcesy i osiągnięcia
Klubowe
- Awans do ekstraligi: 2004 z KH Sanok
- Złoty medal mistrzostw Polski: 2013 z Cracovią, 2014 z Ciarko PBS Bank KH Sanok
- Finał Pucharu Polski: 2013, 2014 z Ciarko PBS Bank KH Sanok

Indywidualne
- Ekstraliga polska w hokeju na lodzie (2008/2009): pierwsze miejsce w punktacji kanadyjskiej w drużynie KH Sanok: 41 punktów (17 goli i 24 asysty)

Wyróżnienie
- Pierwsze miejsce w VII plebiscycie na najpopularniejszego sportowca Podkarpackiego Trójmiasta – Jasła, Krosna i Sanoka za rok 2015[13]